# スナガニ
スナガニ（砂蟹、学名 Ocypode stimpsoni）は、十脚目（エビ目）スナガニ科に分類されるカニの一種。東アジアの砂浜海岸に生息する中型のカニである。

## 特徴
甲幅は3cmほどで、甲は背中側にやや膨らんだ長方形をしている。鋏脚は左右どちらかが大きく、大きい方の鋏の内側に顆粒列が並ぶ。歩脚は長くがっしりしている。複眼は大きく、巣穴に入るときは眼柄（目がついている柄）を倒して眼窩（目の横のくぼみ）に収納する。大きな複眼のとおり、視力が良い。
成体の体色は、周囲に敵がいない時は複眼以外が赤一色だが、怯えると黄褐色-黒褐色になる。よって捕獲した時はたいてい黒っぽい。また若い個体はコメツキガニに似た白黒のまだら模様だが、甲が平たく脚が長いこと、腹面の紫色が淡いこと、この時期から既に足が速いことなどで区別がつく。

## 生態
日本では東北地方以南、日本以外では朝鮮半島・中国東岸・台湾まで東アジアの熱帯・温帯域に広く分布する。学名の種小名"stimpsoni"は、北西太平洋の無脊椎動物研究に功績を残したアメリカ合衆国の動物学者ウィリアム・スティンプソンに因んだ献名である。
水のきれいな砂浜に生息し、満潮線付近に数十cm-1mほどの深い巣穴を掘る。潮が満ちてこないほどの高さに、直径が2-3cmほどの円形の穴があれば、スナガニか同属種の巣穴の可能性が高い。コメツキガニよりも高い位置に、大きい巣穴を掘るのが特徴である。巣穴の周囲は掘った砂を薄く積み上げ、コメツキガニのそれよりも大きくていびつな「砂団子」が見られる。また、放棄された巣穴の周囲は砂が乾いているが、主がいる巣穴の周囲は砂が湿っているので区別できる。
夜に砂浜を徘徊し、動物の死体や藻類などを食べる。また、砂浜に生息する小動物も捕食し、孵化したばかりのウミガメの子どもを捕食することもある。
夜はそれほど警戒心は強くないが、昼は非常に警戒心が強く、大きな動くものを見つけると素早く巣穴に逃げこむ。人間が巣に接近すると数十m離れていても巣穴に逃げこみ、一旦巣穴に逃げこむと物音がする間はまず出てこない。巣穴まで遠い場合などは走って逃げだすが、走るスピードはカニ類トップクラスで、人間の小走りくらいのスピードで砂浜を疾走することができ、急な方向転換などもこなす。波打ち際の濡れた砂までやってくると数秒以内に素早く砂に潜る。
動きが速く巣穴も深いため捕獲は難しいが、巣穴に長い草の茎や乾いた砂を入れて掘り返すか、波打ち際まで追いこんで砂にもぐった所で捕獲することができる。
海水浴場などで巣穴を見ることができるが、海洋汚染や砂浜の減少により生息地が減少傾向にある。